# Aphis tetradymia
Aphis tetradymia är en insektsart som beskrevs av Frank Hall Knowlton 1941. Aphis tetradymia ingår i släktet Aphis och familjen långrörsbladlöss. Inga underarter finns listade i Catalogue of Life.